# Laura Perin
Laura Perin (Pordenone, 15 luglio 1997) è una calciatrice italiana, difensore della Freedom.
Con le Azzurrine dell'under 17 ha conquistato il terzo posto nel Campionato europeo femminile under 17 di calcio 2014.

## Carriera

### Club
Perin cresce calcisticamente nel Pasiano, dove gioca nelle formazioni miste fino al raggiungimento dell'età massima per giocare con i maschietti.
Viene quindi contattata dal Graphistudio Pordenone che le offre l'opportunità di continuare la carriera in una formazione interamente femminile, decidendo ti tesserarsi per la società friulana. Con le neroverdi gioca inizialmente nelle formazioni giovanili fino a quella che partecipa al Campionato Primavera, per essere inserita in rosa con la prima squadra del 2013. Fa il suo esordio in Serie A alla 26ª giornata della stagione 2013-2014, quando rileva al 90' Natasha Piai nella partita vinta dal Pordenone per 0-3 sul Como 2000; quella sarà l'unico suo impiego nel campionato. La stagione successiva il mister Toffolo la inserisce più volte in rosa da titolare e scende in campo 17 volte su 26 incontri ma la prestazione complessiva della squadra non consente di emergere da posizioni di bassa classifica e al termine del campionato il Pordenone viene retrocesso.
Durante il calciomercato estivo Perin viene contattata dalla neopromossa Permac Vittorio Veneto che le offre l'opportunità di giocare in Serie A nella stagione entrante.
Dopo due stagioni tra le file del Permac Vittorio Veneto è tornata al Pordenone, neopromosso in Serie B per la stagione 2017-2018.
Nell'estate 2018, con la mancata iscrizione del Pordenone alla Serie C, è passata al Tavagnacco.
4 mesi dopo, a fine dicembre, dopo non essere riuscita ad esordire con le friulane in campionato, si è trasferita a titolo definitivo al Verona, rimanendo in massima serie.
Nel luglio 2021 ha lasciato il Verona e la Serie A per scendere di categoria al Brescia.

### Nazionale
Perin viene convocata per le fasi del Campionato europeo femminile under 17 di calcio 2014. L'avventura con le Azzurrine viene coronata con la conquista del terzo posto e l'ammissione di diritto al Campionato mondiale femminile under 17 di calcio 2014 che si disputa in Costa Rica.
Viene convocata in seguito per le fasi di qualificazione al Campionato europeo femminile under 19 di calcio 2015.